# Ormyridae
Ormyridae is een familie van vliesvleugelige insecten.

## Geslachten
- Eubeckerella Narendran, 1999 (1)
- Ormyrulus Boucek, 1986 (1)
- Ormyrus Westwood, 1832 (133)